# Philocorus montanum
Philocorus montanum là một loài ruồi trong họ Tachinidae.